# روث باديلا ديبورست
روث باديلا ديبورست هو عالمة لاهوت إنجيلي من أمريكا اللاتينية منتسبة إلى زمالة أمريكا اللاتينية اللاهوتية ومقرها في كوستاريكا.

## السيرة الشخصية
ولدت باديلا ديبورست في كولومبيا وهي الابنة الكبرى لأم أمريكية كاثرين فيسر باديلا، وأب إكوادوري هو عالم اللاهوت رينيه باديلا. التحقت بالمدرسة الثانوية والجامعة في الأرجنتين، وحصلت على شهادة البكالوريوس. حصل على درجة الماجستير في عام 1984، وماجستير في الدراسات متعددة التخصصات في كلية ويتون في عام 1987، ودكتوراه في اللاهوت من جامعة بوسطن في عام 2016، تحت إشراف ل. دانا. هي معروفة بكونها داعية للإرسالية المتكاملة، وهو شكل إنجيلي من لاهوت التحرير.
وهي الرئيسة السابقة للزمالة اللاهوتية لأمريكا اللاتينية وما زالت تعمل في مجلس إدارتها. كانت المتحدثة الرئيسية في المؤتمر الإنجيلي لوزان 2010، الذي عقد في كيب تاون جنوب إفريقيا.
قُتل زوجها الأول في الإكوادور عندما كانت حاملاً في شهرها الثامن ولديها طفلان صغيران. تعيش حاليًا مع زوجها الثاني جيمس باديلا ديبورست في سان خوسيه، كوستاريكا.